# Clarence Wade McClusky
Pour les articles homonymes, voir McClusky.
Clarence Wade McClusky, Jr., né le 1er juin 1902 à Buffalo et mort le 27 juin 1976 à Bethesda,  était un aviateur de marine et contre-amiral américain.

## Biographie
Actif dans l'United States Navy pendant la Seconde Guerre mondiale, Clarence Wade McClusky a un rôle majeur dans la bataille de Midway où il est commandant de la Carrier Air Wing du porte-avions USS Enterprise. Selon les mots de l'amiral Chester Nimitz, la décision de McClusky de poursuivre la recherche de l'ennemi et son jugement sur l'endroit où l'ennemi se trouve « ont décidé du sort de [la] task force  [américaine] de porte-avions et [des] forces [américaines] à Midway ». En effet, deux porte-avions japonais, le Kaga et l'Akagi sont coulés.
La frégate USS McClusky de la classe Oliver Hazard Perry est nommée en son honneur.
Pour son rôle au cours de la Seconde Guerre mondiale, il a été décoré de la Navy Cross. Il reçoit également l'Air Medal, la Distinguished Flying Cross et la médaille de commendation présidentielle pour son service à bord du USS Enterprise, ainsi que la médaille Purple Heart pour les blessures reçues lors de la bataille de Midway.

## Dans la culture populaire
Il est incarné par :
- Christopher George dans le film La Bataille de Midway (1976) de Jack Smight.
- Luke Evans dans le film Midway (2019) de Roland Emmerich.